# Marmorindustrie Kiefer

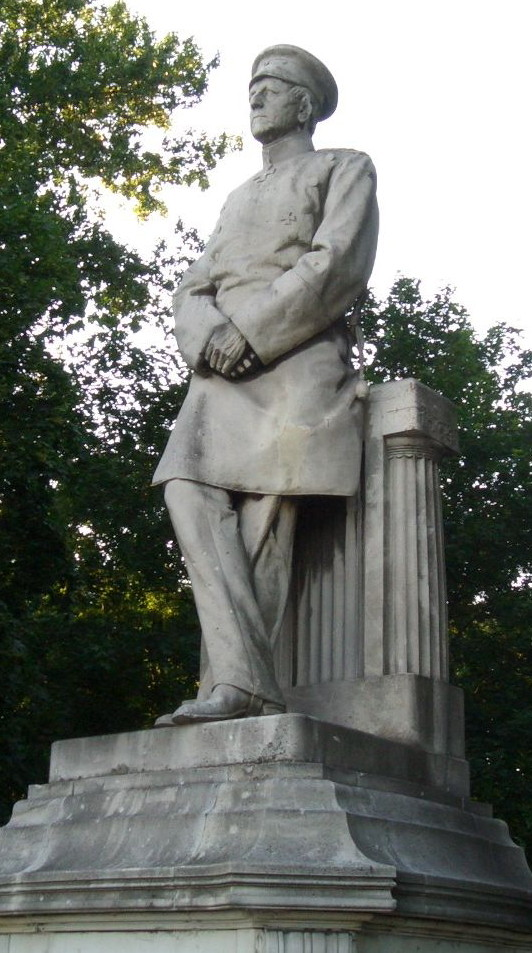
Moltke-Denkmal, Berlin, von Joseph Uphues mit der Marmorindustrie Kiefer AG gefertigt

Marmorindustrie Kiefer ist eine traditionelle Steinindustriefirma, die in der Gründerzeit in Kiefersfelden gegründet wurde und bis zum heutigen Tag existiert. Sie war eine der größten Steinindustriebetriebe im deutschsprachigen Raum, die sich auf Marmor- und Kalksteinbearbeitung spezialisierte und dabei international mit namhaften Architekten und Bildhauern zusammenarbeitete.

## Gründung
Nachdem Augsburger Kaufleute 1882 das nicht mehr rentable Hüttenwerk Kiefer – das seit 1618 den Zillertaler Herren gehörte – erworben hatten, fand am 1. April 1883 die Gründungsversammlung der Marmorindustrie Kiefer AG statt. In der Gründerzeit prosperierte die Wirtschaft Deutschlands und Österreichs und im Herbst 1887 wurde Baron Friedrich v. Löwenstern die in Oberalm bei Salzburg gelegene Freiherr v. Löwenstern’sche Marmor-Waaren-Fabrik zu Oberalm in Oberalm mit den Steinbrüchen am Untersberg (Untersberger Marmor bei Glanegg, Hofbruch, Neubruch und Veitlbruch) abgekauft, zu dem auch die Steinbrüche in Adnet (Adneter Marmor) bei Hallein gehörten. Baron von Löwenstern hatte dort unter anderem durch die Einführung neuer, rationeller technischer Abbaumethoden die Gewinnung von Marmorblöcken in damals beispielloser Größe möglich gemacht sowie mehrere neue Gesteinsvorkommen entdeckt und in den Verkehr gebracht. Neben eigenen und gepachteten Steinbrüchen wurden alle damals verfügbaren Marmorsorten verarbeitet, wie zum Beispiel aus Österreich-Ungarn, Italien, Belgien, Frankreich, Spanien, Griechenland, Schweden, England und Afrika. Die Kiefer AG war in der Weimarer Zeit Mitglied im Bayerischen Marmor-Industrieverband unter dem Hauptgeschäftsführer Josef Kohlhepp, einem Hauptmann und ehemaligen Grenzoffizier, der eine besondere Beziehung zur Kiefer AG hatte, weil diese ihm bei der Flucht des Bayerischen Königs Ludwig III. in der Revolution 1919 über den Inn nach Österreich half. Bis zum Jahr 1996 gehörte das Marmorwerk zur Marmorindustrie Kiefer AG mit Sitz in Kiefersfelden, die von der Heidelberger Zement AG aufgekauft wurde. Danach konnte das langjährige Management unter Johannes Eberle ein Management-Buy-Out vornehmen und sie gründeten gemeinsam ein neues Unternehmen namens Marmorindustrie Kiefer GmbH mit Sitz in Oberalm bei Salzburg. Heute ist der Hauptgesellschafter und Geschäftsführer dieses Unternehmens Clemens Deisl.

## Werke und Bildhauer

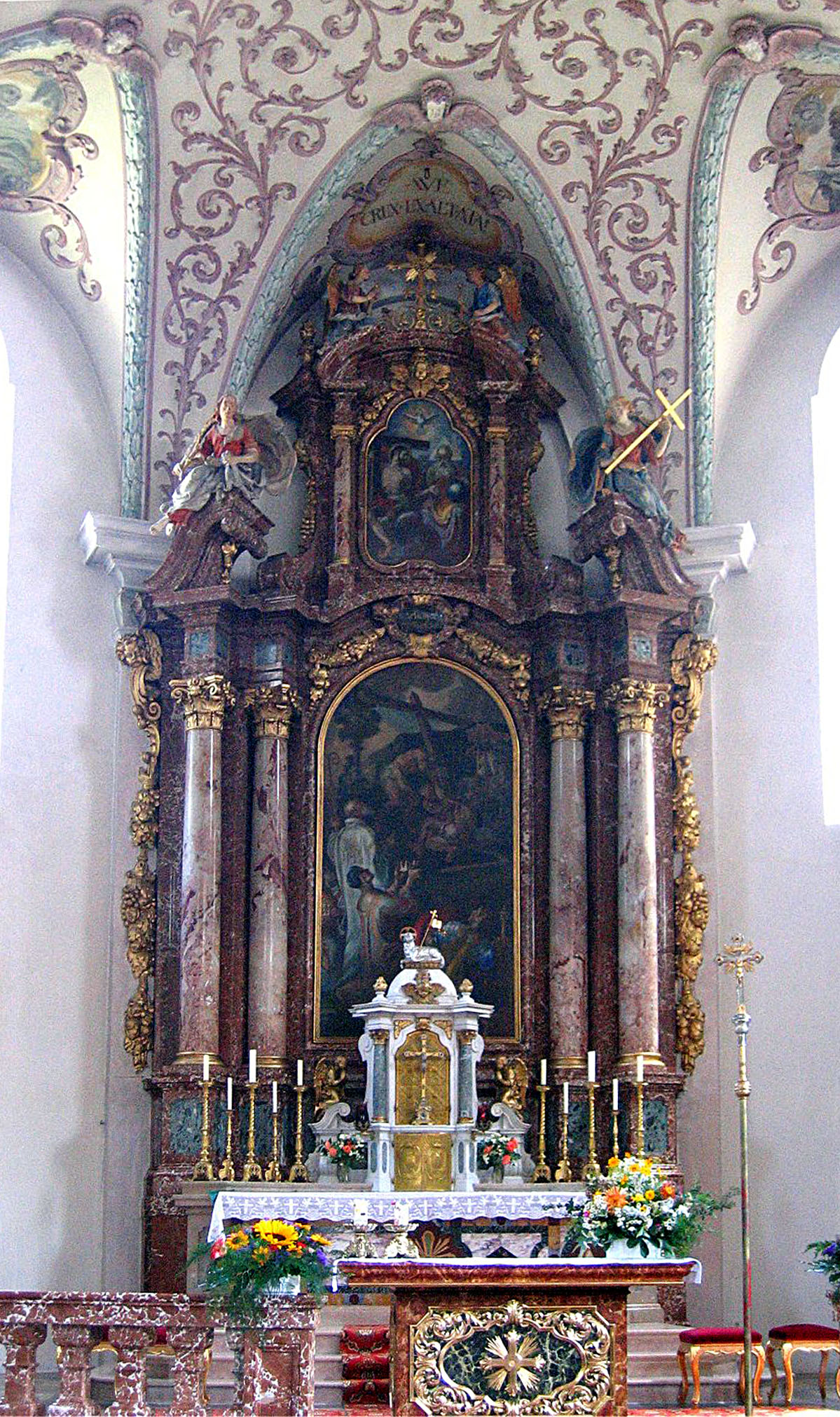
Hochaltar der Pfarrkirche Kiefersfelden

Die Kiefer AG arbeitete mit bekannten Architekten und Bildhauern zusammen, wie z. B. Fritz Schaper, Robert Baerwald, Ernst Herter, Ernst von Ihne, Joseph Uphues, Otto Lüer, Friedrich von Thiersch, Hugo Lederer, Otto March, Wolfgang Wallner und Edmund Hellmer usw.

Die Kiefer AG schuf beispielsweise das Moltke-Denkmal in Berlin mit rund 80 Tonnen Gewicht und etwa 30 Kubikmeter Volumen aus Laaser Marmor, den Sarkophag des Reichskanzlers Fürst Otto von Bismarck aus Untersberger Marmor aus dem Hofbruch-, das Türkendenkmal im Stephansdom in Wien aus Adneter Marmor aus dem Lienbach- und Rot-Scheck-Steinbruch, ferner den Hochaltar der Pfarrkirche Heilig Kreuz in Kiefersfelden aus Untersberger Marmor einschließlich des Tabernakels aus Laaser Marmor.

## Auszeichnungen
Auszeichnungen erhielt die Firma auf der Gewerbeausstellung München 1988, Nürnberg 1896, Chicago 1893, Paris 1900, Nürnberg 1909 mit Prädikat und in Dresden 1906 eine Goldene Medaille und Ehrenurkunde für hervorragende Förderung deutscher Kulturarbeit. 1904 wurde der Kiefer AG vom österreichischen Kaiser das Recht verliehen, den Adler in Schild und Wappen zu führen.

## Wirtschaftliche Entwicklung
Bereits 1907 unterhielt die Firma neben ihrem Stammsitz in Kiefersfelden auch Niederlassungen in Oberalm, Untersberg, Adnet, Mareit, Frankfurt am Main und Berlin und beschäftigte 615 Arbeiter und 60 Techniker und Verwaltungspersonal. Firmenkunden waren neben Industriellen und Adeligen, Kaiser und Könige aus Preußen, Bayern, Österreich und Rumänien. Die Kiefer AG war sozial eingestellt und betrieb eine Zeichenschule für ihre Lehrlinge aus dem Steinmetz-, Schreiner- und Schlosserhandwerk; einen eigenen Kindergarten und eine Arbeiterbibliothek mit 1.800 Büchern.
Als 1933 die Nachfrage nach Naturstein anstieg, beschäftigte die Firma zur Abarbeitung der Aufträge auch fremde Arbeitskräfte, insbesondere Italiener. In der Neuen Reichskanzlei Adolf Hitlers wurden Wände, Kamine, Tür- und Fensterumrahmungen des Arbeitszimmers aus dem Lienbach-Steinbruch verkleidet. Die Tischplatte eines mehr als fünf Meter langen Kartentisches war aus dem Tropfbruch. Nicht nur in Berlin, Nürnberg und München, sondern auch in Österreich, in Linz, Breslau und in den Bauten des Obersalzbergs um Hitlers „Berghof“, für Parteibauten, Verwaltungen, Rathäuser, Kasernen, Autobahnbrücken usw. wurde Adneter Marmor nachgefragt.
Für den Wiederaufbau wurde in Österreich, beispielsweise für den Dom, das Große Festspielhaus und das Museum Carolino Augusteum in Salzburg oder die Staatsoper und St. Stephan in Wien und des Weiteren in Süddeutschland Adneter Marmor benötigt. Direktor Ludwig Herbeck trat nach dem Krieg dem Industrie-Verband Bau-Steine-Erden e. V. Bayern bei. Durch die verkehrstechnisch günstige Lage in der Nähe des Grenzübergangs von Deutschland nach Österreich war die Marmorindustrie Kiefer AG seit ihrer Gründung gut positioniert. 1986 wurde die Firma von der Heidelberger Zement AG aufgekauft und in eine Holding Kiefer-Reul-Teich übergeführt. Nachdem die Heidelberger 1996 ihre Natursteinsparte liquidierte, gründete der Johannes Gebhart, der langjährige Betriebsleiter und nunmehrige Gesellschafter der Marmor Industrie Kiefer GmbH 1998 gemeinsam mit seinem Partner Johannes Eberle durch Management-Buy-Out die Firma Marmorindustrie Kiefer in Oberalm bei Salzburg neu.